# ماميا الثالث غوريلي

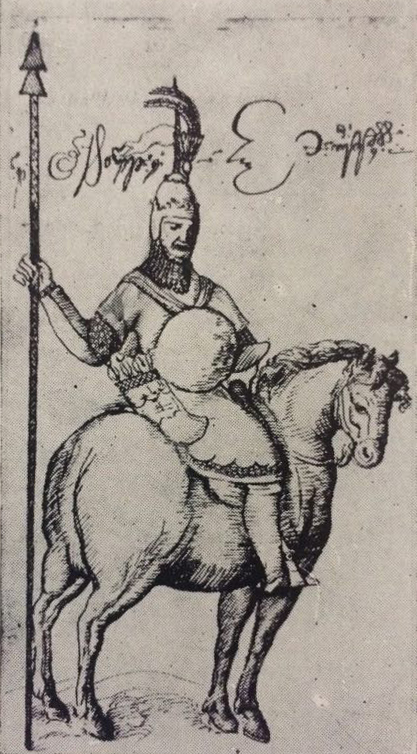
ماميا الثالث جوريلي، رسم تخطيطي من رواية تيرامو كاستيلي.

ماميا الثالث جوريلي ( (بالجورجية: მამია III გურიელი)، المعروف أيضًا باسم: ماميا العظيم (توفي 5 يناير 1714) ، من عائلة جوريلي الغربية الجورجية، كان أمير غوريا من 1689 إلى 1714. شارك في الحروب الأهلية التي أصابت جورجيا الغربية، وأصبح ملكًا لإيميريتي ثلاث مرات في أعوام 1701 و1711-1712 و1713-1714.
بعد فترة حكمه الأولى كملك لمدة عام في عام 1701 تخلى عن عرش إيميريتي حيث لم يكن قادرًا على تحمل تأثير والد زوجته جيورجي أباشيدزه.
كانت الفترات اللاحقة من حياته الملكية نتيجة عداء مع جيورجي السابع إميريتي. مات ماميا بينما كان لا يزال جالسًا على عرش إيميريتي الذي عاد العرش بعد ذلك إلى منافسه الرئيسي جيورجي السابع.

## الانضمام والحكم المبكر في جوريا
كان ماميا الابن الأصغر لجورجي الثالث غوريلي وتمار تشيجافادزه.
عند وفاة والده جيورجي في معركة روكيتي ضد الملك الإسكندر الرابع إميريتي عام 1684 انضم ماميا إلى إخوته في المنفى في إيالة شيلدير تحت حماية حاكمها العثماني يوسف باشا.
في الاقتتال الداخلي اللاحق بين شقيق ماميا الأكبر كيخسرو وعمه ملكيا فقد الأول حياته ، بينما حُرم الأخير من بصره.
في عام 1689 وبناءً على طلب نبلاء غوريا، تم استدعاء ماميا من أخالتسيخي وتم تنصيبه كأمير مدعوم بدعم من الباشا ، في حين تم تعيين ملكيا المكفوفين أسقفًا لشيموكميدي من قبل حاكم غوريلي الجديد.  
في عام 1690 استضاف ماميا جورجي الحادي عشر ، ملك كارتلي المنفي وعدو الإسكندر الرابع من إيميريتي ، ولكن سرعان ما أصبح مشكوكًا في ولاء نبلائه للضيف وبدأ حملة على المعارضة المشتبه بها ، مما أجبر جيورجي على الانتقال إلى جونيو التي تسيطر عليها العثمانية. في صراع السلطة المستمر في إيميريتي ، دعم ماميا في الأصل والد زوجته جورجي أباشيدزه ، ولكن في عام 1699 ، ساعد الملك سيمون ، صهر أباشيدزه ، على العودة من منفاه في كارتلي واستعادة تاج إيميريتي. في المقابل ، وافق سيمون على تطليق ابنة أباشيدزه أنيكا والزواج من أخت ماميا. حشد أباشيدزه ، بدعم من الوصي المينجري جيورجي ليبارتياني ، قواته على حدود جوريا وطلب من جوريلي قتل سيمون ، ووعد بجعل ماميا ملكًا لإيميريتي. رفض جوريلي القيام بذلك بنفسه ، لكنه سمح لعملاء أباشيدزه بإطلاق النار على سيمون ميتًا في الحمام عام 1701.  

## أول عهد في إيميريتي والغزو العثماني
وفقًا لوعده، جعل أباشيدزه ماميا ملكًا لإيميريتي ، إذا كان بالاسم فقط. كان أباشيدزه يسيطر على المجالات الملكية والإيرادات والنبلاء ، بينما كان على ماميا بيع رعاياه الغوريين في العبودية لتغطية نفقاته الخاصة. في وقت لاحق من ذلك العام شعر ماميا بأنه مضطر للتنازل عن العرش والتقاعد إلى غوريا. جعل أباشيدزه نفسه ملكًا على إميريتي ، وبالتالي ، حاكمًا لغوريا ومينغريليا.  
في عام 1703 ، واجهت غوريا وكذلك بقية غرب جورجيا غزوًا كبيرًا من قبل الإمبراطورية العثمانية . حرصًا على إحكام قبضتهم على رعاياهم القوقازيين ، شن العثمانيون غزوًا واسع النطاق ، بهدف القضاء على سيادة غوريا والحد من سلطة إيميريتي.  أجبر تمرد القوات المتوجهة إلى جورجيا العثمانيين على الانسحاب من داخل جورجيا ،   لكن المنطقة الساحلية حول باتومي ضاعت بشكل دائم لغوريا. 

## الثاني والثالث يسود في إيميريتي
بحلول عام 1707، انهارت الوحدة التي فرضها أباشيدزه على غرب جورجيا. في عام 1709، هُزم أباشيدزه وحلفاؤه المينغريليون على يد منافسه جيورجي السابع ، الذي تمتع بدعم العثمانيين. ثم داهم جيورجي غوريا ودمرها ردًا على دعم ماميا لأباشيدزه. سرعان ما أصبح حكم جيورجي الفاسد غير محتمل بالنسبة إلى الإيميريين. في أكتوبر 1711 ، حصل ماميا على دعم نبلاء مينجريليا وراشا وليخخومي وأعاد ترسيخ نفسه ملكًا لإيميريتي ، تاركًا جوريا لابنه جيورجي الرابع جوريلي . خلال فترة ولايته ، حظر تجارة الرقيق وفتح مدارس في غوريا.  
لجأ كل من جيورجي السابع وجورجي أباشيدزه إلى الملك فاختانغ السادس ملك كارتلي ، الذي حاول إنهاء الخلاف. عاد أباشيدزه إلى عقاراته في إيميريتي. ذهب الملك المخلوع جورجي إلى أخالتسيخ وتآمر مع زوراب أباشيدزه ، ابن شقيق جيورجي أباشيدزه ، الذي طرده ماميا. في يونيو 1712 ، غزا جيورجي السابع وزوراب أباشيدزه سرا منطقة أرغفيتي وألحقوا الهزيمة بماميا وجورجي أباشيدزه في شخاري.  
هرب غوريلي إلى راشا ثم إلى كارتلي ، حيث استضافه بكر نجل فاختانغ السادس في تسخينفالي.
وبدعم من حكومة كارتلي شق ماميا طريقه إلى غوريا.
وفي نوفمبر 1713 استطاع ماميا جوريلي برفقة دادياني ودوق رشا وجورجي أباشيدزه والليخوميان من هزيمة الملك جيورجي في كوتايسي وأجبره على الفرار إلى أخالتسيخي. توفي ماميا بعد شهرين في 5 يناير 1714 وأعيد جيورجي السابع مرة أخرى.  
نُقلت رفات ماميا إلى غوريا ودُفنت في دير شموكميدي.  

## العائلة
تزوج ماميا جوريلي مرتين. تزوج لأول مرة في عام 1698 من إلين ابنة جيورجي أباشيدزه. تم رفض زواجهما في عام 1711 وتزوجت ماميا من تمار (توفي عام 1716) ، ابنة بابونا الأول دوق رشا والزوجة السابقة للأمير بابونا تشخيدزه. بعد وفاة ماميا، تزوجت من منافس زوجها الملك جيورجي السابع ملك إيميريتي، لكنها توفيت بعد فترة وجيزة من الزواج ودُفنت في جيلاتي. 
كان لماميا سبعة أطفال وأربعة أبناء وثلاث بنات: 
- الأمير جيورجي الرابع غوريلي (1702-1726) ، الوصي على جوريا (1711-1714) ، أمير غوريا (1714-1726) ، ملك إيميريتي (1716) ؛
- الأمير كيخسرو الثالث غوريلي (توفي عام 1751) ، أمير غوريا المنافس (1716) ؛
- الأمير نيكولوز (توفي عام 1755) ، أسقف سيموكميدي ج. 1719 ؛
- الأمير ليفان ، الوصي المنافس في غوريا (1711-1713) ؛
- الأميرة تمار (توفيت عام 1742) ، والتي كانت متزوجة من جورجي الرابع دادياني من 1710 إلى 1714 وجورجي السابع من إيميريتي من 1716 إلى 1720 ؛
- الأميرة ن . زوجة أصلان باشا من أخالتسيخي ؛
- الأميرة ن. زوجة دوق غوريا جيورجي شيرفاشيدزه.